# Serra do Pico (Paraíba)

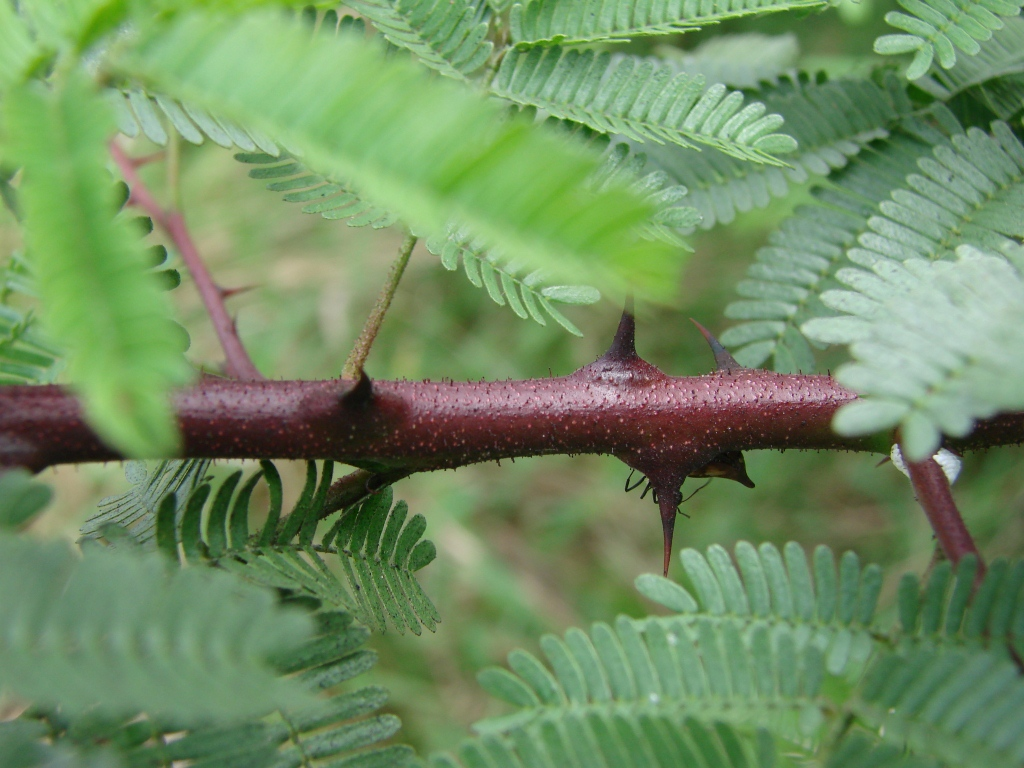
A jurema (Mimosa tenuiflora) é planta comum à serra do Pico

A serra do Pico é um contraforte montanhoso localizado no centro do município de Malta, Região Geográfica Intermediária de Patos, estado brasileiro da Paraíba.

## História
Sobre a origem da denominação, José Américo de Almeida, no livro A Paraíba e seus problemas, esclarece:
A serra do Pico está paralela à estrada que da vila do Batalhão segue para Patos. O seu nome vem de uma enorme rocha granítica semelhante ao Pão de Açúcar e de maiores proporções talvez, que se eleva da chapada da serra.

## Geografia

### Características gerais
A serra situa-se a cerca de dois quilômetros ao norte da sede municipal e de seu topo pode-se vislumbrar uma das mais belas vistas do município, já que de lá alcança-se sem lentes desde as cidades mais próximas até as elevações do planalto da Borborema, localizada a mais de 50 quilômetros de distância.
Com altitude máxima de quase 550 metros no ponto mais alto, a serra do Pico é considerada uma elevação residual da Borborema.
A média pluviométrica da região é de 800 milímetros.

### Biodiversidade
Assim como as demais serras da região, a do Pico sofre muito com o desmatamento e a caça indiscriminada. Grande parte da fauna e flora reduziu-se a ponte de serem raros avistamentos de animais selvagens.
Apesar de possuir uma forte deficiência hídrica, a região, que apresenta vegetação de caatinga, conta com diversidade florística arbustiva e arbórea bastante alta, fruto da interação de um conjunto de fatores locais associados ao clima, à altitude e às formas do relevo. Dentre as espécies da flora, destacam-se as das famílias Fabaceae e Euphorbiaceae (Mimosa tenuiflora, Poincianella pyramidalis, Croton blanchetianus, Poincianella pyramidalis, Bauhinia Cheilantha e C. blanchetianus).

## Galeria

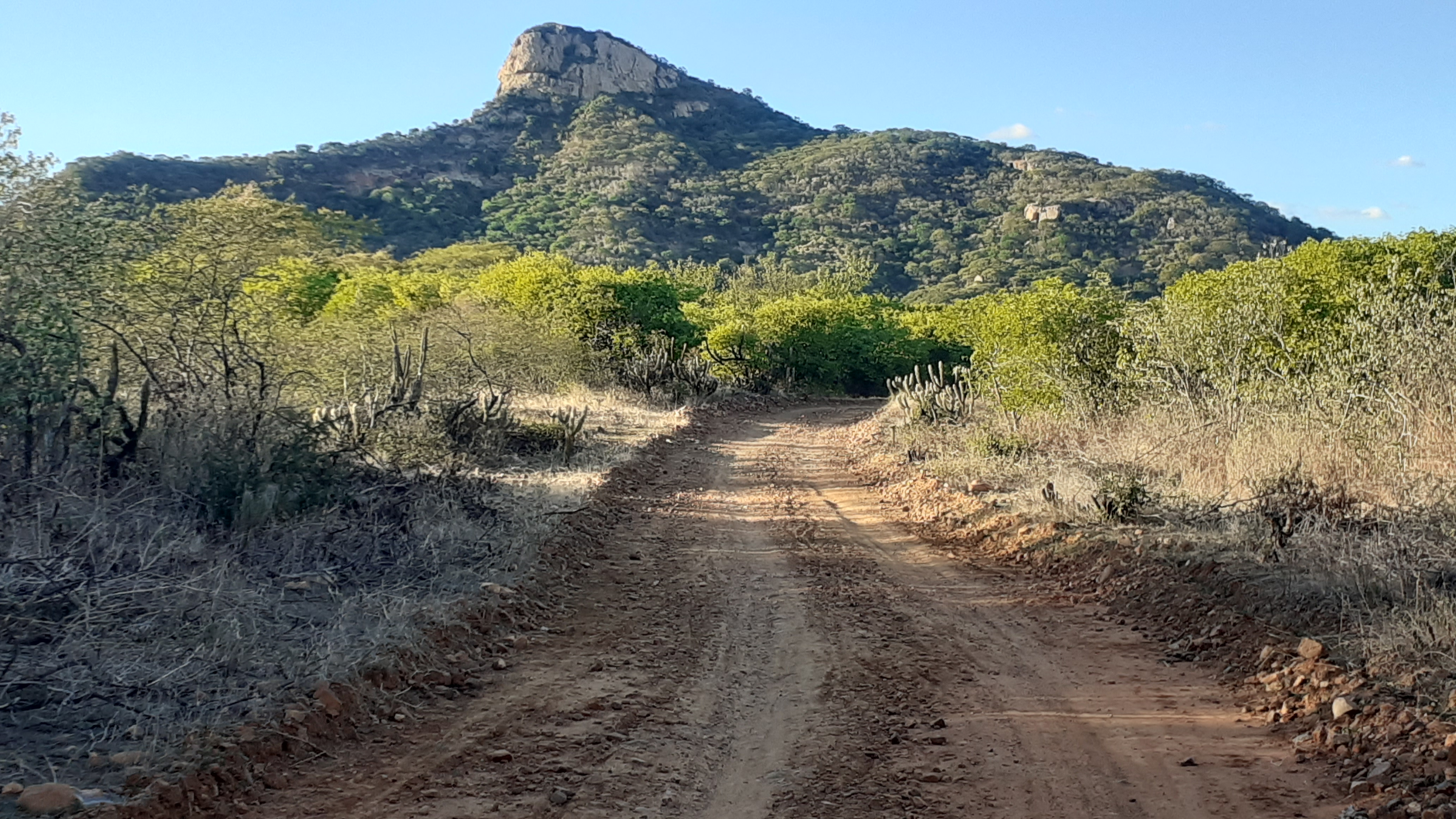
Vista da serra a partir de um sítio próximo.
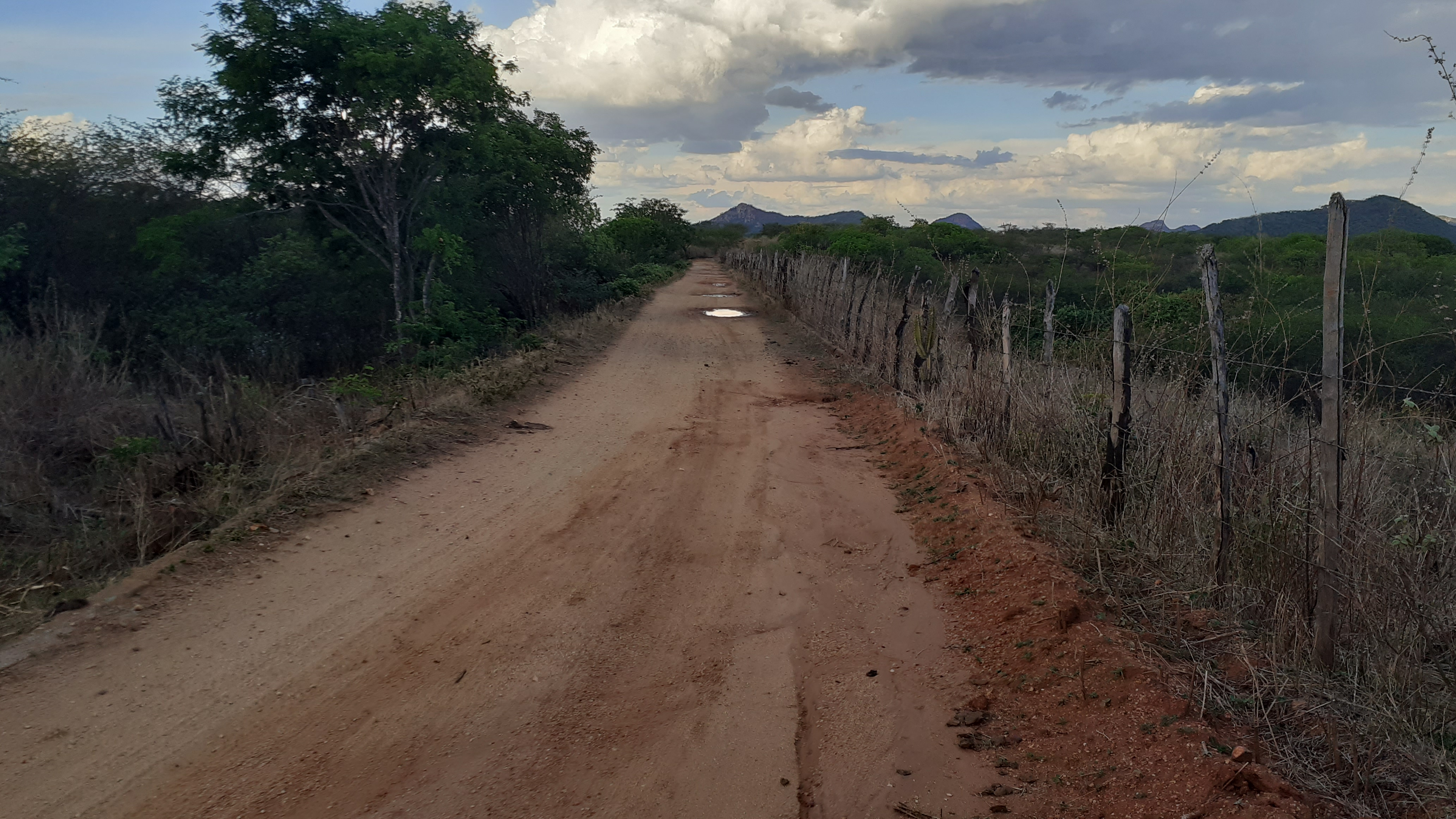
Caminho para a Serra do Pico.